# Эрлитска
Эрлитска (исп. Herlitzka) — город и железнодорожная станция на северо-востоке Аргентины в провинции Корриентес в составе департамента Сан-Луис-дель-Пальмар.
Расположен в 800 км к северу от столицы страны Буэнос-Айреса на высоте 66 метров над уровнем моря. Климат — влажный, субтропический . Среднегодовая температура в районе 21 ° С.
Население в 2010 году составляло 1 166 человек.